# My Destiny
«My Destiny»  — пісня, яку Кетрін МакФі виконала у фіналі 5 сезона «American Idol». В США вийшла 20 червня 2006 на iTunes Music Store, пізніше видалена 24 червня. 27 червня вона знову стала доступною для завантаження.
На «Billboard» Hot 100 пісня посіла 60 місце. На CD з піснею також знаходить переспів пісні Єви Кессіді (англ. Eva Cassidy) — «Somewhere Over the Rainbow».

## Список пісень
| #  | Назва                        | Тривалість |
| -- | ---------------------------- | ---------- |
| 1. | «Somewhere Over the Rainbow» | 3:30       |
| 2. | «My Destiny»                 | 3:48       |

## Чарти
| «Somewhere Over the Rainbow/My Destiny» (2006) | Місце |
| ---------------------------------------------- | ----- |
| U.S. Single Sales                              | 2     |

| «My Destiny» (2006)    | Місце |
| ---------------------- | ----- |
| U.S. Billboard Hot 100 | 60    |
| U.S. Pop 100           | 42    |
| U.S. Hot Digital Songs | 31    |

| «Somewhere Over the Rainbow» (2006) | Місце |
| ----------------------------------- | ----- |
| U.S. Billboard Hot 100              | 12    |
| U.S. Pop 100                        | 12    |
| U.S. Hot Digital Songs              | 21    |